# Elatostema palawanense
Elatostema palawanense är en nässelväxtart som beskrevs av Charles Budd Robinson. Elatostema palawanense ingår i släktet Elatostema och familjen nässelväxter. Inga underarter finns listade i Catalogue of Life.